# آگوا فریا (آریزونا)
آگوا فریا (به انگلیسی: Agua Fria) یک منطقهٔ مسکونی در ایالات متحده آمریکا است که در آریزونا واقع شده‌است. آگوا فریا ۳۴۲ متر بالاتر از سطح دریا واقع شده‌است.